# Josef Grossmann
Josef Grossmann (5. ledna 1819 Štramberk – 22. prosince 1878 Místek) byl rakouský politik německé národnosti z Moravy; poslanec Moravského zemského sněmu a starosta Místku.

## Biografie
Narodil se ve Štramberku, jeho otcem byl místecký měšťan, soukeník (Tuchmacher) Josef Grossmann, matkou Klara Hiklová ze Štramberka. Byl velkoměšťanem v Místku. Bydlel v domě čp. 40 na místeckém náměstí. Dne 23. října 1838 se v Místku oženil s Terezií Hikelovou ze Štramberka (1809-??).
Působil jako starosta Místku. Ve starostenské funkci se uváděl ještě k roku 1878. V této době byla obecní samospráva v tomto etnicky převážně českém městě zcela ovládána německou stranou. Od roku 1865 až do roku 1878 byl Grossmann i předsedou místeckého spolku Gesang- und Musikverein. Byl činný i v podnikání. Uváděl se coby majitel textilní továrny v Místku (tkalcovna a barvírna). V lednu 1879 bylo po smrti zemského poslance Grossmanna otevřeno konkurzní řízení na tento podnik. Pasiva firmy byla odhadnuta na 120 až 150 tisíc zlatých.
V 70. letech se zapojil i do vysoké politiky. V zemských volbách 1870 byl zvolen na Moravský zemský sněm, za kurii městskou, obvod Moravská Ostrava, Místek, Brušperk. Mandát zde obhájil i v zemských volbách v září 1871 a zemských volbách v prosinci 1871. V roce 1870 se uvádí jako kandidát tzv. Ústavní strany, liberálně a centralisticky orientované. V zemských volbách 1878 již kvůli nemoci nekandidoval.
Zemřel v prosinci 1878 ve věku 59 let. Příčinou úmrtí byla vada srdce.